# Неплюев, Дмитрий Николаевич
Дмитрий Николаевич Неплюев (1763—1806) — генерал-адъютант и статс-секретарь императора Павла I; тайный советник.

## Биография
Сын Николая Ивановича Неплюева от второй жены, Агриппины Александровны Нарышкиной, родной сестры богачей Нарышкиных. Родился 16 (27) декабря 1763 года. По словам князя И. М. Долгорукова, «Митюша Неплюев был баловень, служил в гвардии, но напитан с малолетства Вольтеровых правил, поэтому не чтил ни Бога, ни родителей, кощунствовал над всем священным, часто подсмеивался насчёт отца и матери. Он никого не любил, кроме себя. Ему повезло у двора и он понравился Павлу I; который сделал его генерал-адъютантом (01.01.1797), а потом секретарём».
3 мая 1798 года Неплюев всемилостивейше был пожалован в тайные советники. В 1798 году был назначен на место Нелединского для принятия челобитен; ответы его на челобитные, адресованные самому императору, печатались в «Петербургских Ведомостях» и представляли собой большей частью отказы, выраженные иной раз в весьма резкой форме. Как статс-секретарь, Неплюев исполнял иногда особые поручения императора. Был также обер-прокурором Св. Синода. Имел орден Св. Александра Невского.
В 1802 году продал ряд своих имений в Лужском уезде, оставив себе родовое имение Поддубье.
Умер от чахотки 31 октября (12 ноября) 1806 года. По другим сведениям умер 18 октября 1806 года и был похоронен 21 октября на Лазаревском кладбище Александро-Невской лавры.